# Carmen de Burgos

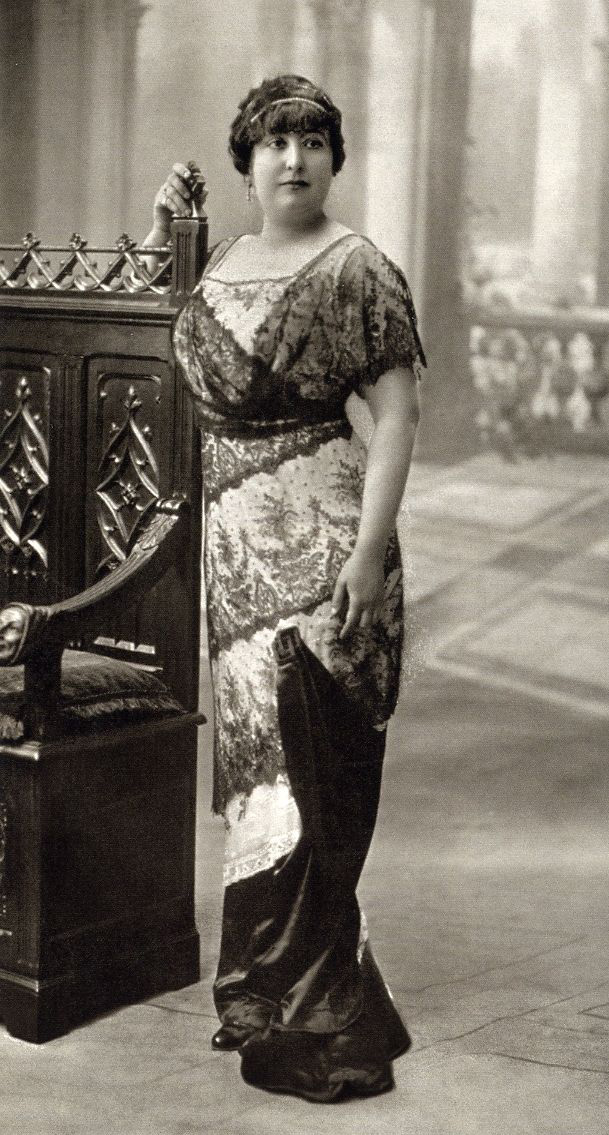
Carmen de Burgos

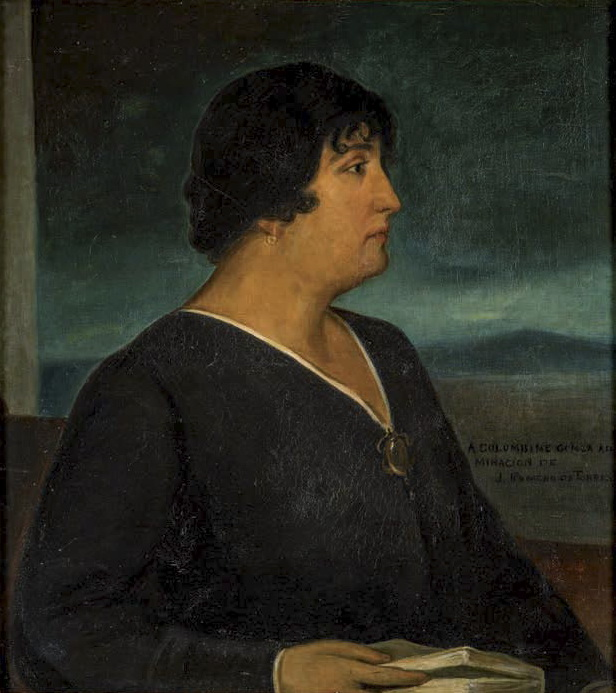
Chân dung bởi Julio Romero de Torres vào năm 1917

Carmen de Burgos y Seguí (bí danh Colombine, Gabriel Luna, Perico el de los Palotes, Raquel, Honorine và Marianela; 10 tháng 12 năm 1867 – 9 tháng 10 năm 1932) là một nhà báo, nhà văn, dịch giả và nhà vận động cho quyền phụ nữ người Tây Ban Nha. Johnson nhận xét cô là một là văn "hiện đại".

## Một số tác phẩm
- Ensayos literarios, 1900.
- Álbum artístico literario del siglo XX, 1901.
- Notas del alma, 1901, (colección de coplas populares)
- El divorcio en España, 1904.
- La mujer en España, 1906.
- Por Europa, 1906
- La voz de los muertos, 1911
- Leopardi, 1911
- Misión social de la mujer, 1911
- Cartas sin destinatario, 1912
- Al balcón, 1913
- Impresiones de Argentina, 1914
- Confidencias de artistas, 1916
- Peregrinaciones, 1917
- Mis viajes por Europa, 1917
- Fígaro, 1919
- La Emperatriz Eugenia, 1920
- Hablando con los descendientes, 1929
- Gloriosa vida y desdichada muerte de D. Rafael del Riego, 1931.
- Amadís de Gaula, s.a.

Tiểu thuyết
- Los inadaptados, 1909
- La rampa, 1917
- El último contrabandista, 1918
- Los anticuarios, 1919
- El retorno, 1922
- La malcasada, 1923.
- Los espirituados, 1923.
- La mujer fantástica, 1924.[2]
- El tío de todos, 1925.
- Quiero vivir mi vida, 1931.
- Los anticuarios.[3]

Truyện ngắn
- Ensayos literarios, 1900.
- Alucinación, 1905
- El anhelo
- El abogado
- El artículo 438
- Cuentos: El tesoro del castillo
- Cuentos de Colombine
- En la guerra
- Honor de familia

Dịch'
- Historia de mi vida (muda, sorda y ciega), 1904
- La guerra ruso-japonesa, 1904.
- La inferioridad mental de la mujer, 1904.
- Loca por razón de Estado, 1904.
- Los Evangelios y la segunda generación cristiana, 1904
- La Iglesia cristiana, 1905
- Diez y seis años en Siberia, 1906.
- En el mundo de las mujeres, 1906.
- El rey sin corona, 1908.
- La conquista de un Imperio, 1911.
- Los misterios de la india, 1911.
- La corona de olivo silvestre, 1911-1913.
- Fisiología del placer, 1913.
- Las mañanas en Florencia, 1913
- Las piedras de Venecia, 1913.
- Las siete lámparas de la arquitectura, 1913.
- Los pintores modernos. El paisaje, 1913.
- Cuentos a Maxa, 1914.
- El reposo de San Marcos. Historia de Venecia, 1915.
- La Biblia de Amiens, 1916.
- La decisión, 1917.
- Una idea de parisiense por página, 1917.
- La perseverancia, 1919.
- Defnis y Cloe, 1910.
- Los últimos filibusteros, 1913.
- La princesa muda, s.a.
- El tío Geromo (Crainqueville).
- Cuentistas italianos.